# Santi Protomartiri a Via Aurelia Antica (titre cardinalice)
Le titre cardinalice de Santi Protomartiri a Via Aurelia Antica (Saints Protomartyrs à via Aurelia Antica) est érigé par le pape Paul VI le 29 avril 1969 et rattaché à l'église Santi Protomartiri romani qui se trouve dans le quartier Aurelio à Rome.

## Titulaires
| - Joseph-Albert Malula (1969-1989) - Henri Schwery (1991-2021) - Anthony Poola (depuis 2022) |